# Friedhelm Felsch
Friedhelm Felsch (* 12. Dezember 1931 in Schwelm; † 7. August 2003) war ein deutscher Kommunalpolitiker und ehrenamtlicher Landrat (SPD).

## Leben und Beruf
Nach dem Schulbesuch absolvierte er eine Verwaltungsausbildung bei der Allgemeinen Ortskrankenkasse und war dort bis 1960 beschäftigt. Anschließend war Felsch bei einer Betriebskrankenkasse als Geschäftsführer tätig. Er war verheiratet und hatte ein Kind.
Dem Kreistag des Ennepe-Ruhr-Kreises gehörte er vom 27. September 1964 bis zu seinem Tod am 7. August 2003 an. Vom 21. Januar 1986 bis März 1996 war er ehrenamtlicher Landrat des Kreises. Felsch war in verschiedenen Gremien des Landkreistages NRW vertreten.